# Der schwarze Sergeant
Der schwarze Sergeant (Alternativtitel: Mit einem Fuß in der Hölle; Originaltitel: Sergeant Rutledge) ist ein US-amerikanisches Western-Gerichtsdrama unter Regie von John Ford aus dem Jahre 1960. Er basiert auf der Kurzgeschichte Shadow of the Noose von John und Ward Hawkins aus dem Jahre 1955.

## Handlung
Sommer 1881: Die junge Lucy Dabney und ihr Vater, Major Dabney, sind ermordet worden. Verdächtigt wird ein afroamerikanischer Sergeant namens Braxton Rutledge, der zuvor sechs Jahre in der Armee gedient hatte und einen guten Ruf genoss. Rutledges Vorgesetzter Lt. Tom Cantrell trifft im Lager der amerikanischen Kavallerie ein, wo die Verhandlung stattfinden soll, um seinen Soldaten zu verteidigen. Der Prozess gilt als brisant, vor allem da Lucy nicht nur brutal ermordet, sondern auch geschlagen und vergewaltigt wurde. Schaulustige vor dem Gericht würden Rutledge am liebsten sofort lynchen. Das Gericht unter Leitung von Colonel Fosgate beginnt mit der Anhörung, bei der Ankläger Captain Shattuck zunächst eine Reihe von Zeugen aufruft. Die Zeugen werden vernommen, dabei wird in Rückblenden von den Geschehnissen des Mordtages berichtet. Rutledge verteidigt sich, er hätte Lucy schon tot aufgefunden. Ausgerechnet da sei Major Dabney ins Zimmer gekommen, hätte ihn, Rutledge, für den Mörder gehalten und auf ihn geschossen. Daraufhin habe er den Major in Notwehr erschossen.
Rutledge floh zuerst, wurde dann aber aufgegriffen und wegen des angeblichen Mordes an den Dabneys festgenommen. Als Rutledge nochmals fliehen konnte, sei er wieder zur Armee zurückgekehrt, um sie vor dem Angriff eines Apachenstamms zu warnen. Rutledge kämpfte heldenhaft, musste aber nach der Auseinandersetzung mit den Indianern erneut wegen Mordverdachtes festgenommen werden. Während Cantrell dies als Akt der Tapferkeit von Rutledge wertet, sieht Ankläger Shattuck in der angeblichen Heldenhaftigkeit nur den Versuch von Rutledge, das Mitleid des Gerichtes beim Prozess zu erwirken. Durch verschiedene Beweise versucht Cantrell die Unschuld von Rutledge zu beweisen. Der Verteidiger hält stattdessen einen anderen, inzwischen toten jungen Mann namens Chris Hubble für den Täter. Der Vater von Chris geht in den Zeugenstand und erklärt, dass sein toter Sohn den Mord begangen hätte. Es stellt sich aber heraus, dass die Jacke, welche der Täter trug, zu klein für Chris war. Der Vater von Chris kann am Ende als wahrer Mörder von Lucy identifiziert werden. Nach seiner Freilassung führt Sergeant Rutledge wieder stolz seine Soldaten an.

## Hintergrund
- Wie schon zuvor viele Male drehte John Ford auch Der schwarze Sergeant im Monument Valley, das Schauplatz vieler Ford-Western war.
- In ihrer letzten Rolle als Richtersgattin Mrs. Fosgate spielt die 75-jährige Schauspielerin Billie Burke. Nach diesem Film zog sie sich ins Privatleben zurück.
- Das Titellied des Filmes trägt den Titel Captain Buffalo und wurde von Mack David und Jeffrey Livingston geschrieben.
- Seine Premiere hatte der Film in New York City am 25. Mai 1960, drei Tage später erschien er landesweit auf den Leinwänden. In Deutschland wurde der Film im Januar 1961 in die Kinos gebracht.[1]

## Synchronisation
In der deutschen Synchronfassung spricht Paul Klinger den Sgt. Braxton Rutledge (Woody Strode), während Colonel Otis Fosgate (Willis Bouchey) von Klaus W. Krause seine Stimme bekommt.

## Rezeption
Der Film erhält bis heute grundsätzlich gute Kritiken und gilt als erster großer Hollywood-Western, der einen Afroamerikaner als Held hat. Das Lexikon des internationalen Films zeigte sich überzeugt: „John Ford handelt diesen Beitrag zur Rassenfrage im Rahmen eines gescheit angelegten, visuell perfekt inszenierten Western ab, wobei die optische Brillanz nie zum Selbstzweck, sondern immer der Geschichte förderlich eingesetzt wird.“
Das österreichische Filmmuseum schrieb: „Parallel zum Aufbruch der US-Bürgerrechtsbewegung präsentiert Ford in Sergeant Rutledge seinen ersten afroamerikanischen Titelhelden, der in der Verhandlung zur Projektionsfläche rassistischer Vorstellungen der Weißen gemacht wird (darunter Mae Marsh, einst Opfer eines schwarzen Angreifers in der berüchtigtsten Szene von The Birth of a Nation). Ein erstaunlicher Western auch in der Form: Zur ungewöhnlichen Gerichtssaalthriller-Struktur kommt John Fords brillant expressiver Umgang mit Farbe, welche hier hohe emotionale Wirkung entfaltet. Ein weiterer Film über die Früchte des Zorns.“